# 摩尔分数
化学中，对摩尔分数（mole/molar fraction，xi，χi）的定义为混合物中一种物质组分的摩尔量 ni 与各物质组分总摩尔量 ntot 之比：
{\displaystyle x_{i}={\frac {n_{i}}{n_{\mathrm {tot} }}}}
设此混合物含有 N 种物质，混合物总摩尔量 ntot 即为：
{\displaystyle n_{\mathrm {tot} }=\sum _{i=1}^{N}n_{i}}
混合物各物质组分摩尔分数之和等于1：
{\displaystyle \sum _{i=1}^{N}x_{i}=1}
摩尔分数也可称为 量分数（amount fraction）。它与 数分数（number fraction）所指的是同一概念。同是描述混合物组成的物理量，摩尔分数和质量分数都是无量纲量。摩尔分数有时用小写体的希腊字母 χ （chi）代替罗马字母 x 表示。对于气体混合物，IUPAC推荐使用字母 y 表示。

## 性质
摩尔分数常用于相图的绘制。它有以下几个优点：
- 不同于体积摩尔浓度，摩尔分数不受温度变化的影响也无需与相态密度有关的知识。
- 配制一定已知摩尔分数的混合物时，只需称量适当质量的各组分物质混合后即可。
- 摩尔浓度具有“对称性”：摩尔浓度x=0.1和x=0.9，只是把溶液中溶质和溶剂的关系颠倒过来。比如乙醇和水的混合物，当乙醇的摩尔分数{\displaystyle x_{EtOH}}=0.1时，混合物可看作是乙醇的水溶液，而当乙醇的摩尔分数{\displaystyle x_{EtOH}}=0.9时，混合物则可看作是水的乙醇溶液。
- 对理想气体构成的混合物，某一气体组分的摩尔分数可用该气体的分压与气体混合物总压的比值表示。

## 相关换算

### 质量分数
质量分数{\displaystyle w_{i}}与摩尔分数的换算关系：
{\displaystyle w_{i}=x_{i}\cdot {\frac {M_{i}}{M}}}
{\displaystyle M_{i}}代表组分{\displaystyle i}的摩尔质量；{\displaystyle M}是混合物的平均摩尔质量。

### 质量浓度
与质量浓度{\displaystyle \rho _{i}}得换算关係如下：
{\displaystyle x_{i}={\frac {\rho _{i}}{\rho }}\cdot {\frac {M}{M_{i}}}}
{\displaystyle M}是混合物的平均摩尔质量。

### 体积摩尔浓度
{\displaystyle c_{i}={\frac {x_{i}\cdot \rho }{M}}}
{\displaystyle M}是溶液的平均摩尔质量；{\displaystyle \rho }代表溶液密度。

### 质量和摩尔质量
{\displaystyle x_{i}={\frac {\frac {m_{i}}{M_{i}}}{\sum _{i}{\frac {m_{i}}{M_{i}}}}}}
{\displaystyle m_{i}}是组分{\displaystyle i}的质量，{\displaystyle M_{i}}是组分{\displaystyle i}的摩尔质量。

## 区域差异和梯度
对于非均质混合物，摩尔分数的梯度会触发扩散作用的发生。

## 備註
1. ↑  莫耳分“率”，是比較不佳的稱呼，應該稱為 莫耳分“數”。因為按照 率 的基本定義，其為不同單位的兩個相關量之間的比；此處的 mole fraction 顯然無因次，屬於無量綱量。此外，稱為莫耳分“數”，可以與質量分數、體積分數等相似概念互相呼應。
2. ↑  数分数的定义是：组分 {\displaystyle i} 的分子数 {\displaystyle N_{i}} 与所有分子总数 {\displaystyle N_{tot}} 的比值。